# Gabriel Fabricius
Gabriel Fabricius (ur. 3 kwietnia 1575 w Niemodlinie) – pastor luterański, kaznodzieja i poeta.

## Życiorys
W latach od 1598 do 1608 roku był kapelanem i kaznodzieją książęcym w Cieszynie na dworze księcia Adama Wacława Cieszyńskiego. Był również jednym z nauczycieli pobierającego w tym czasie w Cieszynie nauki młodego Jerzego Trzanowskiego, zwanego później „Słowiańskim Lutrem”, pastora i tworzącego w języku czeskim oraz łacińskim pisarza religijnego. Dalsze losy Fabriciusa nie są dokładnie znane, wiadomo tylko że po zmianie w 1611 roku, wyznania przez księcia Adama Cieszyńskiego i wydaleniu z jego otoczenia wszystkich luterańskich duchownych, udał się do Koszyc, a później do Brzegu, gdzie ostatnia zapiska na jego temat wymienia go jako poetę. Dokładna data jego śmierci nie jest znana.